# Novo Machado
Novo Machado es un municipio brasileño del estado de Rio Grande do Sul.
Se encuentra ubicado a una latitud de 27°34′25″ S y una longitud de 54°30′19″ O, estando a una altitud de 256 metros sobre el nivel del mar. Su población estimada para el año 2004 era de 4.340 habitantes.
Ocupa una superficie de 223,15 km². Se encuentra a orillas del río Uruguay, que hace de frontera con la Argentina.
- Datos: Q1784419
- Multimedia: Novo Machado / Q1784419